# Антонелли, Фердинандо Джузеппе
Фердинандо Джузеппе Антонелли (итал. Ferdinando Giuseppe Antonelli; 14 июля 1896, Суббьяно, Королевство Италия — 12 июля 1993, Рим, Италия) — итальянский куриальный кардинал и ватиканский сановник, францисканец. Секретарь Священной Конгрегации обрядов с 26 января 1965 по 7 мая 1969. Титулярный архиепископ Идикры с 19 февраля 1966 по 5 марта 1973. Секретарь Священной Конгрегации по канонизации святых с 7 мая 1969 по 5 марта 1973. Кардинал-дьякон с титулярной диаконией Сан-Себастьяно-аль-Палатино с 5 марта 1973 по 2 февраля 1983. Кардинал-священник с титулом церкви pro illa vice Сан-Себастьяно-аль-Палатино с 2 февраля 1983.